# Phyllomys kerri
Phyllomys kerri (атлантичний деревний щур Кера) — вид гризунів родини щетинцевих, який відомий тільки проживанням в одній місцевості на північному узбережжі штату Сан-Паулу, Бразилія. Територія проживання характеризується широколистяними вічнозеленими лісам близько до рівня моря.

## Етимологія
Вид названий на честь д-ра Джона Остіна Кера (англ. John Austin Kerr, ≈ 1900 р. н.), лікаря, який увійшов до складу Міжнародного медико-санітарного відділу Фонду Рокфеллера в 1926 році. Брав участь у багатьох кампаніях щодо поліпшення здоров'я населення в цілому і щодо викорінення малярії та жовтої гарячки, зокрема. Жив і працював у Бразилії з 1933 по 1938 рік, в Колумбії з 1938 по 1940 рік, і знову в Бразилії як директор Дослідницької служби жовтої гарячки з 1940 по 1943 рік, в Єгипті, де йому вдалося добитися ліквідації малярійних комарів з 1943 по 1946 рік, і на Сардинії як регіональний директор у кампанії проти малярійних комарів з 1946 по 1947 рік. Після свого відходу з Фонду Рокфеллера він служив консультантом для Всесвітньої організації охорони здоров'я.Також приєднався до Агентства США з міжнародного розвитку у Філіппінах, де жив з 1965 по 1966 рік.

## Морфологія
Голчастий щур середніх розмірів. Верхня частина тіла червонувато-коричнева з прожилками чорного. Волосся на огузку чорне, 24 мм завдовжки й 1 мм завтовшки. Черевне забарвлення жовто-помаранчеве, волосся зазвичай сіре при основі. Череп довгий і вузький.